# Avroleva Heights
Die Avroleva Heights (englisch; bulgarisch възвишения Авролева waswischenija Awrolewa) sind ein größtenteils vereister und bis zu 1100 m hoher Höhenzug auf der Brabant-Insel im Palmer-Archipel westlich der Antarktischen Halbinsel. Er erstreckt sich in nord-südlicher Ausdehnung über eine Länge von 7,3 km von der Hill Bay bis zum Swetowratschene-Gletscher und in ost-westlicher Ausdehnung über ebenfalls 7,3 km vom Mitchell Point bis zum Doriones Saddle. Letzterer verbindet das Gebirge mit dem Taran-Plateau in den Stribog Mountains. Seine steilen Nord- und Osthänge sind teilweise eisfrei.
Britische Wissenschaftler kartierten die Avroleva Heights 1980 und 2008. Die bulgarische Kommission für Antarktische Geographische Namen benannte sie 2015 nach einem mittelalterlichen Namen für einen Berg im Südosten Bulgariens.